# تئو (خواننده)
تئو (به انگلیسی: Teo) (زاده ۲۴ ژانویه ۱۹۸۳) خواننده بلاروسی است.
او در مسابقه آواز یوروویژن ۲۰۱۴ نماینده بلاروس بود.